# Kangarosa properipes
Espèce
Synonymes
- Lycosa properipes Simon, 1909
- Lycosa phegeia Simon, 1909

Kangarosa properipes est une espèce d'araignées aranéomorphes de la famille des Lycosidae.

## Distribution
Cette espèce est endémique d'Australie,.

## Description
Les mâles mesurent de 6,60 à 11,25 mm et les femelles de 7,50 à 15,00 mm.

## Publication originale
- Simon, 1909 : Araneae. 2e partie. Die Fauna Sudwest-Australiens. Jena, vol. 2, n. 13, p. 152-212.